# The Marvels
The Marvels is een Amerikaanse superheldenfilm uit 2023, geregisseerd door Nia DaCosta. De film is gebaseerd op de personages Captain Marvel (Carol Danvers), Monica Rambeau en Ms. Marvel (Kamala Khan), die voorkomen in de Marvel-stripboeken. Het is het vervolg op de in 2019 verschenen film Captain Marvel en de televisieseries WandaVision en Ms. Marvel, en werd geproduceerd door Marvel Studios en gedistribueerd door Walt Disney Motion Pictures Group. Het is de 33e film uit het Marvel Cinematic Universe (MCU), de 10e van de Multiverse Saga en de 3e van fase 5 van het MCU.

## Verhaal

### Proloog
Kree-leidster Dar-Benn vindt met behulp van het Universal Weapon een van de twee bestaande Quantum Bands, armbanden waarmee ooit een netwerk van wormgaten is gecreëerd in het universum. Hoewel ze ontsteld is dat de tweede ontbreekt, kan ze met één toch beginnen aan haar missie: wormgaten creëren.

### Verhaal
Nick Fury neemt contact op met Carol Danvers. Zij bevindt zich samen met de flerken Goose in een ruimteschip in de buurt van een wormgat dat de oorzaak lijkt van onregelmatigheden in het systeem. Ze zegt toe het te gaan bekijken. Intussen gaat Monica Rambeau naar het wormgat aan het andere uiteinde van de verbinding om dat te controleren. Zij is hiertoe in staat omdat ze superkrachten heeft ontwikkeld sinds ze in contact is geweest met een hex van Wanda Maximoff. Wanneer de vrouwen op hetzelfde moment het punt aanraken, bevindt Monica zich plotseling op de plek waar Carol was, staat Carol ineens op de slaapkamer van Kamala Khan en vliegt Kamala plots in Monica's astronautenpak in de ruimte. Een flits later zijn ze alle drie weer op hun oorspronkelijke plek.
Dar-Benn praat op de planeet Tarnax met Skrull-leider Dro'ge. Ze legt hem uit dat haar eigen thuisplaneet Hala onbewoonbaar is geworden. Nadat Carol daar de kunstmatige intelligentie Supreme Intelligence vernietigde, heeft een burgeroorlog ervoor gezorgd dat de lucht er niet meer te ademen is, er geen water meer is en Hala's zon bijna is uitgedoofd. Dar-Benn stelt voor dat de Skrulls vreedzaam in het Kree-rijk komen wonen. Ze wil de atmosfeer van Tarnax namelijk via een wormgat naar Hala verplaatsen. De Skrulls zouden stikken als ze niet verhuizen. De gesprekken komen ten einde wanneer Carol Dar-Benns krijgsmacht aanvalt. De Skrulls wisten niets van haar komst, maar Dar-Benn denkt dat ze haar hebben misleid. Daarom trekt ze haar aanbod in en vertrekt. Carol roept de hulp in van Valkyrie om de Skrulls alsnog een andere woonplaats te bieden.
Monica heeft bedacht dat Carol, Kamala en zij steeds van plaats ruilen door kwantumverstrengeling. Hun vermogens zijn immers allemaal gebaseerd op licht. Doordat Dar-Benn extra wormgaten openscheurt, is er een storing in het systeem ontstaan. Telkens als twee van hen nu tegelijkertijd hun krachten aanspreken, wisselen ze van plaats. Ze doorzien dat Dar-Benn probeert om Hala te redden door de zaken die de planeet daarvoor nodig heeft via wormgaten van elders naar daar te verplaatsen. Ze riskeert daarmee de stabiliteit van het hele heelal. Omdat Dar-Benn planeten aanvalt die belangrijk zijn voor Carol, concluderen ze dat waterplaneet Aladna haar volgende doel zal zijn. De drie trainen samen tot ze het van plaats wisselen in hun voordeel kunnen gebruiken. Dat blijkt niet genoeg om Dar-Benn ervan te weerhouden het water van Aladna naar Hala te laten stromen. Ze kan met de Quantum Band de aanvallen van het drietal namelijk absorberen en de energie daarna zelf als wapen gebruiken.
Dar-Benn blijkt als wraak op Carol ten slotte de zon nabij de aarde naar het stelsel van Hala te willen verplaatsen. Carol, Monica en Kamala proberen haar te stoppen, maar Dar-Benn bemachtigt hierbij de armband van Kamala: de andere Quantum Band. Ze probeert met beide banden in haar bezit een wormgat te creëren tussen de zon en Hala, maar opent in plaats daarvan een portaal naar een parallel universum. Dit gaat gepaard met zoveel kracht dat ze bovendien zichzelf vernietigt. Carol keert met beide Quantum Bands terug naar de anderen. Kamala trekt ze aan en laadt samen met Carol Monica op met zoveel energie dat ze het portaal naar het parallelle universum kan dichten. Hiermee redden ze het universum, maar Monica blijft hierbij achter in de alternatieve realiteit. Kamala keert alleen terug naar de aarde. Carol gaat intussen naar Hala en brengt met haar vermogens Hala's zon weer op gang.

### Epiloog
Kamala brengt een verrassingsbezoek aan Kate Bishop. Ze wil een team beginnen met jonge superhelden. Ze nodigt Kate uit om zich bij haar aan te sluiten. Monica komt in het parallelle universum bij bewustzijn. Naast haar zit een alternatieve versie van haar moeder Maria, die in deze werkelijkheid de superheld Binary is. Bij hun bevindt zich ook Beast, die concludeert dat Monica overgestoken moet zijn uit een parallel universum.

## Rolverdeling
| Acteur                 | Personage                                          |
| ---------------------- | -------------------------------------------------- |
| Brie Larson            | Carol Danvers / Captain Marvel                     |
| Teyonah Parris         | Monica Rambeau / Photon                            |
| Iman Vellani           | Kamala Khan / Ms. Marvel                           |
| Samuel L. Jackson      | Nick Fury                                          |
| Zawe Ashton            | Dar-Benn                                           |
| Gary Lewis             | Emperor Dro'ge                                     |
| Park Seo-joon          | Prince Yan                                         |
| Zenobia Shroff         | Muneeba Khan                                       |
| Mohan Kapur            | Yusuf Khan                                         |
| Saagar Shaikh          | Aamir Khan                                         |
| Leila Farzad           | Talia                                              |
| Abraham Popoola        | Dag                                                |
| Daniel Ings            | Ty-Rone                                            |
| Colin Stoneley         | Papp-Tonn                                          |
| Nemo & Tango           | Goose the Cat                                      |
| Ffion Jolly            | Skrull Vrouw                                       |
| Tessa Thompson         | Valkyrie                                           |
| Shamier Anderson       | S.A.B.E.R.-wetenschapper                           |
| Hailee Steinfeld       | Kate Bishop                                        |
| Jolt                   | Lucky the Pizza Dog                                |
| Kenedy McCallam-Martin | Jonge Monica Rambeau                               |
| Lashana Lynch          | Maria Rambeau                                      |
| Lashana Lynch          | Maria Rambeau / Binary (post-credit scene)         |
| Kelsey Grammer         | Dr. Henry "Hank" McCoy / Beast (post-credit scene) |
| Annette Bening         | Supreme Intelligence / Mar-Vell (archiefmateriaal) |
| Jude Law               | Yon-Rogg (archiefmateriaal)                        |
| Zion Usman             | Sana Ali (archiefmateriaal)                        |

## Release en ontvangst
The Marvels ging op 7 november 2023 in première in Las Vegas. De film kreeg gemengde kritieken van de filmcritici, met een score van 62% op Rotten Tomatoes, gebaseerd op 352 beoordelingen. The Marvels behaalde een brutowinst van US$ 84,5 miljoen in de Verenigde Staten en Canada, en US$ 121,6 miljoen in andere gebieden, komende op een wereldwijd totaal van $206,1 miljoen. Het is de film met de laagste opbrengst in het MCU, en presteerde ondermaats aan de kassa en bleef onder het gerapporteerde break-evenpunt van US$ 439,6 miljoen.